# Zigor
Kepa Akixo, conocido como Zigor, un escultor, fotógrafo, pintor y poeta, nacido en 1947 en Arechavaleta (Guipúzcoa) España.
En 1973 se publican sus cuadernos de poesía. Hasta 1982 viaja por el mundo como reportero gráfico para las principales revistas de noticias y para la agencia Capa. En 1983, decide dedicarse exclusivamente a la escultura siguiendo la estela de los grandes escultores vascos del momento. Zigor se inspira en la naturaleza, restaurando (renovando) el movimiento original de un caos que se ordena (organiza). Sus esculturas, fotografías, pinturas y poemas integran y transmiten la fuerza arcaica y universal de una tierra y una humanidad conectadas por las raíces.

## Biografía

### Patria, activismo y escritura
Kepa Akixo, nace en 1947. Crece en un pequeño pueblo de la montaña del País Vasco, en Guipúzcoa. Rebelde (inconformista) y crítico con el discurso docente, entra a los once años en el seminario menor de Saturraran donde descubrirá el mar y los textos bíblicos. Este encuentro con el agua y las sagradas escrituras, su metafísica y su profundidad, será determinante en el itinerario de autodidacta de Zigor. A los 14 años entra a trabajar como tornero ajustador en un taller, también empieza a despuntar como pelotari. Sus prácticas de obrero y pelotari preparan el futuro gesto artístico, como un elemento más de ese muro en construcción.
Es el comienzo de su activismo, en pleno periodo franquista, con el que Kepa Akixo se implicará de lleno a los 16 años.  A los textos espirituales vienen a añadirse los de la resistencia por un País Vasco libre, en su entidad y en su lengua. Herencia de esta época es su nombre: Zigor (látigo, en euskera) y una poesía orgánica, donde la fragilidad revela su esencia más sólida, ya se trate de naturaleza, de formas o del hombre.
Habrá que esperar a la década de los 70 para ver publicados sus primeros cuadernos de poesía en euskera. Desde ese momento es autor asiduo en las revistas Poesiaren hatsa y Maiatz. Sus poemas, desde el verso libre hasta el haïkus, se traducen al francés, español e inglés.
« Soy hijo de una lengua que ha hecho un pueblo. Una lengua que pensando el mundo ha esculpido el paisaje. Soy hijo de una lengua, esta lengua ha modelado el canto, el sueño, el silencio. La grito para que os llegue.»

— Zigor, Hijo de una lengua

### Fotografía y viaje
En 1977, se convierte en reportero gráfico de las principales revistas de noticias de la época y de la agencia Capa press. Hasta 1982, viaja, sobre todo, por desierto del Sahara. Estas experiencias vitales le llevan a sustratos comunes: la tierra y la lengua. Esta escucha profunda añade intuición y fulgor a su mirada y sus imágenes. 
Tras su carrera de reportero, Zigor abandona su Leica durante años. Será en la década de 2010 cuando siente la necesidad de retomar esta herramienta de contemplación, aunque esta vez con un sesgo totalmente artístico, lejos del color que considera elemento de distracción. Retratos y paisajes conforman la obra fotográfica de Zigor, donde el blanco y el negro prolongan la textura (trama) poética captada.

### Encuentro con la escultura
Será en 1983, con motivo del encargo de un retrato del escultor Remigio Mendiburu que Zigor entra en su taller de Fuenterrabía. La fuerza y carga sensual que descubre va a ser una revelación para nuestro autor que decide dedicarse a esta forma de arte que abraza el pensamiento, constantemente modificada, constantemente renovada. Instala su estudio en Biarritz. Su nombre se une al de los grandes escultores contemporáneos del País Vasco: Néstor Basterretxea, Eduardo Chillida, Jorge Oteiza donde el arte de la escultura se erige intrínsecamente ligada a la tierra natal.

## Obra y proceso artístico

### La importancia del carnet de dibujo en Zigor
Los cuadernos de dibujo  son la puerta al imaginario del artista. Plasman la génesis de su obra. Bocetos y esbozos, todavía impregnados por el instante captado, dejan entrever la obra en curso, como una sensación en vías de estructuración. Algunas palabras, pero sin que sean frase, y que el diálogo con la materia revelará más tarde.
« El dibujo, humilde piedra que marca el camino entre el pensamiento y la mano». 

— Zigor, el Dibujo

### La pintura o la prolongación de un gesto
La pintura (acuarela, tiza, óleo, gouache, acrílico o nogalina)  es un mismo acto que desborda del cuaderno para adquirir toda su espaciosidad, en ocasiones en lienzos de 3m50 enarbolados como frontones imaginarios.
« Aquí, el gesto golpea el muro y escuchamos la poesía partir hacía la eternidad»

—Zigor

### La escultura
La obra de Zigor explora distintos materiales y elementos para reflejar un mismo espesor: madera (roble, platanero, castaño, haya), bronce, acero. Cada obra parece ubicarse, casi por casualidad, entre masa y movimiento, separación y fusión, entre la ruptura y el equilibrio reencontrado. Es patente la lucha entre volúmenes, gravedad y espacio, que por un ingenioso orden innato, acaban fusionando y ocupando su espacio. Prueba de "este caos que se ordena", las esculturas de Zigor no tienen final. Las líneas se entremezclan sin romperse y cada perspectiva cuenta una obra nueva, invitando al viento, al agua o a la luz a atravesarla.
« El trabajo del escultor es abrir un camino a la luz».

— Zigor, Zizelkariaren el camino
Compositor telúrico con construcciones, en ocasiones, gigantescas, su mirada se alimenta de lo infinitamente sutil. Desde una gota de agua que doblega la hoja sin romperla hasta las delicadas alas de los pájaros que sin embargo soportan todos los vientos.

Las dimensiones espirituales e identitarias están sutilmente presentes en la obra de Zigor. «Esculpo como rezo», dice y este estado de conciencia, entre percepción de la belleza y libertad conquistada, plasma un estado preso atrapado por la nada, convencido de que la poesía puede cambiar, sensiblemente, el mundo.
«En la sombra de las esculturas se esconde lo oscuro,
y en lo oscuro la forma de un misterio,
y en el misterio todas las formas.»

— Zigor, en la sombra de las Esculturas

### De lo infinitamente pequeño a lo monumental
Será en 1996, tras su encuentro con el marchante de arte Paul Haim, cuando Zigor empiece a trabajar el bronce, fascinado por el juego luminoso de este material.
«En algunas esculturas la luz penetra para no salir. Se queda en su interior como perdida en el agujero sombrío de la eternidad. En otras, sin embargo, la luz penetra y sale sin atravesarlas aunque transformada. Y en otras, la luz aparece en su otra cara, como el agua en la montaña».
Las esculturas monumentales de Zigor están presentes en numerosas colecciones en el País Vasco, España, Australia (Sídney), Estados Unidos (Washington y New York), Suiza y Argentina.  Instaladas en jardines privados y espacios públicos como es el caso de la fontaine d’Urkulu en Biarritz, testigo de la pena de una roca al ver alejarse a la ola. «La escultura no es la pieza de bronce sino el agua que canta en su interior», Zigor, Urkulu. Zigor entrega una obra totémica, un país Vasco entero en su imaginario.
« Hace mucho que el paisaje que me rodea, me emociona y me acompaña en la percepción profunda del mundo. Cuando esculpo, pinto, fotografía o escribo no hago más que intentar contar ese sentimiento.
En el acto creador, mis carnets de dibujo son, a menudo, fuente de inspiración de mis obras. Pero las obras siguen caminos misteriosos relacionados con el medio utilizado, la herramienta, mis dudas o sobre todo la valentía. La valentía de no abandonar el camino que impone lo que surge ante a mí. Asumir los accidentes es el pilar principal del acto de creador. ¡Qué error creer que puedo mejorar o resolver lo irresoluble!.
No sé qué serán las esculturas o los cuadros. Es un continuo intento de mantener vivo el aliento que me que me anima al comienzo.»

— Zigor

## Cronología de las obras

### Escultura, principales exposiciones
- 2021 ; Egu iturria, la source de l’aube, Espacio museístico Bellevue - Biarritz
- 2019 ; Rendez-vous avec Zigor, Galería Dehoux – San Juan de Luz
- 2018 ; Itzalean ikusi, voir dans l’ombre, Espacio museístico Bellevue - Biarritz
- 2014 ; Le silence des formes, Museo del Valle de la Creuse - Eguzon-Chantôme
- 2013 ; Le silence des formes, Galería Maison Gérard – Nueva York
- 2012 ; Ibaiadar, Galería Hegoa, Carré Rive Gauche - París
- 2011 ; Du dessin à la sculpture, Galería Arrêt sur l’image - Burdeos
  - Zigor sculptures, Galería Hegoa, Carré Rive Gauche - París
- 2010 ; Formes nues, Base submarina - Burdeos
- 2009 ; Jardins jardin, Jardines de las Tuileries-París
- 2007 ; Art Paris, Grand Palais - París
- 2006 ; Villa Beatrix Enea - Anglet
- 2003 ; Casa de la cultura - Ostabat
- 2002 ; Musée Basque et de l’Histoire de Bayonne - Bayona
  - Espace Atlantica – Biarritz
  - Galería Epelde & Mardaras - Bilbao
- 2000 ; Espacio museístico Bellevue - Biarritz
- 1994 ; Palais des Festivals - Biarritz
- 1990 ; Musée Bonnat - Bayona.

Zigor es representado por la Galería Maison Gerard – Nueva York

### Fotografía, principales exposiciones
- 2019 ; Mendiak eta itsasoa, montagnes et mer, Galerie Hegoa - París
- 2018 ; Itzaletik at, Mediateca - Biarritz
- 2015 ; Jardins dévoilés, Base submarina - Burdeos
- 2013 ; Zigor photographies, Galerie Hegoa, Carré Rive Gauche – París

Zigor es representado por la Galería Hegoa – París

### Esculturas monumentales, colecciones privadas
- 2020 ; Pareja VIII - Nueva York, Estados Unidos
  - Hega VII - Mont de Marsan, Francia
- 2018 ; Danza IV - Lahonce, Francia
  - Olerki XVIII - Getaria, Francia
- 2017 ; Loturak VI - Echichens, Suiza
- 2016 ; Alea III - Washington, Estados Unidos
- 2015 ; Alea I - Saint-Paul-de-Vence, Francia
  - Olerki VII - Sídney, Australia
- 2013 ; Gurutze III - Lehuntze, Francia
- 2012 ; Etxea - Urrugne, Francia
- 2010 ; Flor - Pomerol, Francia y Mendoza, Argentina
- 2008 ; Danza - Getaria, Francia
- 1998 ; Bikote VIII – La Petite Escalère - Saint-Laurent-de-Gosse, Francia

### Esculturas monumentales, colecciones públicas
- 2015  ; La fontaine Urkulu - Biarritz, Francia
- 2011 ; Txoria - Anglet, Francia
  - Olerki VII - Biarritz, Francia
- 2002 ; Eguskilore - Musée Basque et de l’Histoire de Bayonne - Bayona, Francia
- 2004 ; Olatua - Museo Marítimo – Bilbao, España
- 1990 ; Bikote - Museo de Bellas Artes de Alava – Vitoria, España

### Publicaciones
- 2021 ; Egu iturria, la source de l’aube, esculturas, pinturas, poesía y fotografías - Kilika éditions
- 2019 ; Carnet de dessin, dibujos - Maison Gérard éditions
- 2018 ; Itzalean ikusi, voir dans l’ombre, esculturas, pinturas y poesía - Kilika éditions
- 2016 ; Silences, fotografías y poesía - Kilika éditions
- 2010 ; Zigor Kepa Akixo, sculptures - Atlantica Séguier éditions
- 2007 ; Zigor carnet, dibujos - Atlantica Séguier éditions
- 2000 ; Zigor Kepa Akixo, sculptures et dessins - Atlantica Séguier éditions.

Publicación anual de poemas en las revistas Maiatz et Poesiaren hatsa

### Documentales
- 2019 ; Exposition Mendiak eta itsasoa, Galerie Hegoa Paris ©artsinthecity
- 2018 ; Itzalean ikusi, ©Boisakré Production
  - Exposition Itzalean Ikusi, ©TVPI
  - Zigor à Biarritz, Itzalean Ikusi, ©Maria Mangas
- 2017 ; Portrait, ©Txirrita France 3
- 2017 ; Zalmaltzain, fresco efímero, ©Olivier Péant
  - Fresco efímero, Corrida Goyesque, ©TVPI
- 2011 ; Zigor, sculpteur basque, película de Caroline de Otero ©Boisakré Production
- 2010 ; Le monde de Zigor, ©France 3